# Институт за вирусологију, вакцине и серуме „Торлак”
Институт за вирусологију, вакцине и серуме „Торлак” је национална установа за превенцију, лечење и праћење инфективних болести. Институт је основан 1930. године. „Торлак" је национални произвођач висококвалитетних, безбедних и ефикасних вакцина и серума, производи и имунобиолошке и дијагностичке препарате и средства, којима снабдева здравствене установе на територији Републике Србије, прати, проучава, испитује, утврђује, уводи, спроводи стручне и научне методе превенције и дијагностике заразних болести, учествује у утврђивању и спровођењу доктринарних упутстава у области превенције и дијагностике заразних болести.

## Историјат[1]
- 1927. Почела производња BCG вакцине[2]
- 1930. Почела производња вакцине против дифтерије по Рамону и серума против дифтерије и тетануса
- 1934. Почела производња вакцине против тетануса по Рамону
- 1958. Произведена вакцина против великог кашља, од домаћих изолата
- 1959. Почела производња сувих бактериолошких подлога
- 1960. Алберт Брус Сејбин поклонио Институту „Торлак” своје оригиналне сојеве за производњу ОPV-а и исте године почиње производња живе, оралне вакцине против дечје парализе (ОPV)
- 1962. Почиње производња инактивисане вакцине против грипа
- 1965. Почела производња алергена
- 1968. Почела производња лактопрепарата
- 1995. Потпуно је усвојена производња свих обавезних вакцина прописаних од стране државе. Почела је производња серума против змијског отрова.

## Организација

### Институт „Торлак” бави се:[3]
- Производњом вакцина, серума и других имунобиолошких и дијагностичких препарата
- Вирусолошком, бактериолошком и имунолошко-алерголошком дијагностиком
- Снабдевањем домаћег тржишта вакцинама из обавезног програма имунизације
- Складиштењем и дистрибуцијом вакцина - Сертификат за Национално складиште вакцина од СЗО и UNICEF, 2009.

### Рад института одвија се у службама:[4]
1. Служба за обезбеђење квалитета
2. Служба за контролу квалитета
3. Служба за бактериолошку производњу
4. Служба за вирусолошку производњу
5. Служба за производњу дијагностичких средстава
6. Служба за научно-истраживачки рад
7. Служба за лабораторијску дијагностику
8. Служба за правне и економско-финансијске послове
9. Служба за техничке и друге сличне послове